# Antonio Mazzotta
Antonio Mazzotta (Palermo, 2 agosto 1989) è un calciatore italiano, difensore dell'Athletic Club Palermo.

## Biografia
È nato e cresciuto a Palermo nel quartiere Falsomiele.

## Caratteristiche tecniche
Dopo aver iniziato la carriera come ala offensiva nel campionato regionale di Eccellenza Siciliana, dal suo approdo nelle giovanili rosanero è stato riadattato a ruoli più difensivi; da diversi anni viene impiegato come terzino sinistro in una difesa a 4, o come tornante in una difesa a 5. Dotato tecnicamente, fa della corsa e della resistenza le sue armi migliori, potendo garantire spinta e sovrapposizioni.

## Carriera

### Club

#### Settore giovanile e l'esordio gli inizi nel dilettantismo
Cresciuto nella scuola calcio Fortitudo Golden Boys di Palermo, nella stagione 2006-2007 ha giocato in Eccellenza con il Kamarat.
Nel 2007 dopo una partita amichevole disputata tra la Primavera del Palermo e il Kamarat, viene prelevato dalla società rosanero.
Entra nel giro delle nazionali giovanili e consegue la vittoria del Campionato Primavera 2008-2009, competizione nella quale è stato uno dei giocatori più importanti, meritandosi successivamente l'aggregazione per il ritiro estivo 2009 della prima squadra.

#### Lecce: il primo anno da professionista
Cercato da Reggina e Varese, a ritiro concluso viene ceduto in prestito con diritto di riscatto della compartecipazione al Lecce, in Serie B, per la stagione 2009-2010. Esordisce con la nuova maglia alla prima giornata di campionato contro l'Ancona (3-0), giocando tutta la partita da titolare. La prima parte della stagione – in cui è stato un giocatore importante per la squadra – è stata dunque positiva per lui, mentre in seguito ha accusato un infortunio che non lo ha fatto esprimere al meglio. Chiude la sua prima stagione tra i professionisti con 20 presenze e con la promozione in massima serie dopo la vittoria del campionato.
Il 22 giugno 2010 la società pugliese esercita il diritto di riscatto della metà del cartellino del giocatore per 350 000 euro. Il giocatore non segue comunque la squadra in massima serie, perché il 14 luglio viene girato in prestito al Pescara, sodalizio neopromosso in Serie B.

#### La conferma in Serie B: Pescara e Crotone
In panchina nel secondo turno di Coppa Italia perso per 3-1 in casa dell'AlbinoLeffe, esordisce con la nuova maglia alla prima giornata di campionato, entrando al 38' al posto di Filippo Petterini nel pareggio per 1-1 contro il Siena. Lascia Pescara nel gennaio del 2011, collezionando in totale 11 presenze di campionato: il 10 gennaio, infatti, il Lecce lo presta al Crotone fino alla fine della stagione con il benestare del Palermo, l'altra società che ne detiene il cartellino. Esordisce con la nuova maglia il 22 gennaio in Padova-Crotone (1-0), chiudendo la stagione in rossoblu con 13 presenze.
Il 24 giugno 2011 è stata rinnovata la compartecipazione fra Lecce e Palermo.
Il 30 agosto 2011 viene nuovamente ceduto al Crotone in prestito con diritto di riscatto. Gioca 25 partite in Serie B ed una in Coppa Italia.
Il 22 giugno 2012, termine ultimo per la risoluzione delle compartecipazioni, Lecce e Palermo non depositano offerte, per cui il giocatore resta a titolo definitivo alla società titolare del tesseramento, quella giallorossa, come previsto dalle norme federali.
Il 3 settembre seguente torna al Crotone in compartecipazione. Per la stagione 2012-2013 sceglie la maglia nº 13.
Il 21 febbraio 2014 segna il suo primo gol in carriera, su calcio di rigore, decisivo per la vittoria (1-0) nella partita Crotone-Brescia valida per la 26ª giornata di Serie B. Della squadra è stato anche il capitano. Al termine della stagione, viene nominato miglior terzino sinistro della categoria.

#### L'approdo in Serie A: Cesena
Il 1º settembre 2014 passa a titolo definitivo al Cesena. L'esordio nella massima serie avviene il successivo 14 settembre nella partita in casa della Lazio, persa per 3-0, giocando il secondo tempo in sostituzione di Giuseppe De Feudis. Con la società romagnola disputa 10 presenze in Serie A, per poi essere girato in prestito nel mese di gennaio.

#### Il ritorno in Serie B: Catania, Cesena, Pescara, Frosinone e ancora Pescara
Il 21 gennaio 2015 si trasferisce in prestito con diritto di riscatto al Catania.
Inizia la stagione 2015-2016 di nuovo al Cesena, ma il primo giorno del mercato invernale fa ritorno al Pescara, in prestito con diritto di riscatto, dopo cinque anni.
Il 18 agosto 2016 viene ufficializzato il suo trasferimento al Frosinone con la formula del prestito con diritto di riscatto. Con la casacca gialloblu realizza anche una rete nella vittoria esterna per 1-3 contro la Salernitana.
Dopo la buona stagione (l'ottava da professionista), fa ritorno al Pescara, fortemente voluto dal nuovo allenatore Zdeněk Zeman.

#### Il ritorno al Palermo
Svincolatosi dal Pescara, il 12 luglio 2018 fa ritorno al Palermo a parametro zero firmando un contratto biennale. Debutta in maglia rosanero il 5 agosto 2018, schierato titolare nella sfida contro il Vicenza vinta per 8-7 dcr (2-2 dts) valevole per il secondo turno di Coppa Italia. L'esordio in campionato avviene il 25 agosto, nella prima giornata di Serie B disputata all'Arechi contro la Salernitana e terminata 0-0.
Il 31 agosto realizza il suo primo goal in maglia rosanero, il terzo complessivo in carriera, all’88º minuto del match pareggiato per 2-2 contro la Cremonese allo Stadio Renzo Barbera.

#### Terzo ritorno al Crotone, Bari e Catania
Il 19 agosto 2019, viene tesserato dal Crotone. Il 26 dicembre segna il primo gol stagionale portando in vantaggio i pitagorici in casa della sua ex Frosinone, nella partita poi vinta per 2-1.
Il 4 agosto 2021 firma per il Bari. In due stagione mette insieme 46 presenze.
Il 21 luglio 2023 viene ingaggiato dal Catania in Serie C.
Il 14 settembre 2024 viene ufficializzato il suo passaggio all'Athletic Club Palermo, formazione militante nel campionato di Eccellenza. A fine stagione viene promosso in Serie D.

### Nazionale

#### Under-20: Il Mondiale in Egitto
Tra il settembre e l'ottobre 2009 ha partecipato al Campionato mondiale di calcio Under-20 2009, svoltosi in Egitto, esordendo nella seconda partita contro Trinidad e Tobago il 28 settembre (2-1), giocando tutta la partita da titolare. Il 9 ottobre ha segnato il suo primo gol in maglia azzurra nei quarti di finale contro l'Ungheria, all'82' minuto: l'Italia esce sconfitta per 3-2 da quest'incontro, e quindi il Mondiale di Mazzotta si conclude con 4 presenze ed una rete.

#### Under-21
Il 12 febbraio 2010 viene convocato da Pierluigi Casiraghi nella Nazionale Under-21 per uno stage a Coverciano di tre giorni dal 17 al 17 febbraio in vista della partita di qualificazione al Campionato europeo di categoria del 2011 Italia-Ungheria in programma mercoledì 3 marzo a Rieti.
Il 6 agosto riceve la convocazione per una partita ufficiale, quella dell'11 agosto contro la Danimarca. In tale partita, finita 2-2, esordisce subentrando all'81' ad Angelo Ogbonna.
Il 3 settembre 2010 gioca per la prima volta in una competizione ufficiale, disputando la partita di qualificazione agli Europei Under-21 del 2011 contro la Bosnia ed Erzegovina vinta in trasferta per 1-0; Mazzotta è entrato all'83' al posto di Alberto Paloschi.

## Statistiche

### Presenze e reti nei club
Statistiche aggiornate al 4 maggio 2025.
| Stagione        | Squadra               | Campionato      | Campionato | Campionato | Coppe nazionali | Coppe nazionali | Coppe nazionali | Coppe continentali | Coppe continentali | Coppe continentali | Altre coppe                   | Altre coppe | Altre coppe | Totale | Totale |
| Stagione        | Squadra               | Comp            | Pres       | Reti       | Comp            | Pres            | Reti            | Comp               | Pres               | Reti               | Comp                          | Pres        | Reti        | Pres   | Reti   |
| --------------- | --------------------- | --------------- | ---------- | ---------- | --------------- | --------------- | --------------- | ------------------ | ------------------ | ------------------ | ----------------------------- | ----------- | ----------- | ------ | ------ |
| 2006-2007       | Kamarat               | Ecc.            | ?          | 5          | -               | -               | -               | -                  | -                  | -                  | -                             | -           | -           | ?      | 5      |
| 2007-2008       | Palermo               | A               | -          | -          | CI              | -               | -               | CU                 | -                  | -                  | -                             | -           | -           | -      | -      |
| 2008-2009       | Palermo               | A               | -          | -          | CI              | -               | -               | -                  | -                  | -                  | -                             | -           | -           | -      | -      |
| Totale Palermo  | Totale Palermo        | Totale Palermo  | -          | -          |                 | -               | -               |                    | -                  | -                  |                               | -           | -           | -      | -      |
| 2009-2010       | Lecce                 | B               | 20         | 0          | CI              | 1               | 0               | -                  | -                  | -                  | -                             | -           | -           | 21     | 0      |
| 2010-gen. 2011  | Pescara               | B               | 11         | 0          | CI              | 0               | 0               | -                  | -                  | -                  | -                             | -           | -           | 11     | 0      |
| gen.-giu. 2011  | Crotone               | B               | 13         | 0          | CI              | 0               | 0               | -                  | -                  | -                  | -                             | -           | -           | 13     | 0      |
| 2011-2012       | Crotone               | B               | 25         | 0          | CI              | 1               | 0               | -                  | -                  | -                  | -                             | -           | -           | 26     | 0      |
| ago.-set. 2012  | Lecce                 | 1D              | 0          | 0          | CI+CI-LP        | 2+0             | 0               | -                  | -                  | -                  | -                             | -           | -           | 2      | 0      |
| Totale Lecce    | Totale Lecce          | Totale Lecce    | 20         | 0          |                 | 3               | 0               |                    | -                  | -                  |                               | -           | -           | 23     | 0      |
| set. 2012-2013  | Crotone               | B               | 33         | 0          | CI              | 0               | 0               | -                  | -                  | -                  | -                             | -           | -           | 33     | 0      |
| 2013-2014       | Crotone               | B               | 40+1       | 1          | CI              | 2               | 0               | -                  | -                  | -                  | -                             | -           | -           | 43     | 1      |
| 2014-gen. 2015  | Cesena                | A               | 10         | 0          | CI              | 1               | 0               | -                  | -                  | -                  | -                             | -           | -           | 11     | 0      |
| gen.-giu. 2015  | Catania               | B               | 19         | 0          | CI              | 0               | 0               | -                  | -                  | -                  | -                             | -           | -           | 19     | 0      |
| 2015-gen. 2016  | Cesena                | B               | 11         | 0          | CI              | 2               | 0               | -                  | -                  | -                  | -                             | -           | -           | 13     | 0      |
| Totale Cesena   | Totale Cesena         | Totale Cesena   | 21         | 0          |                 | 3               | 0               |                    | -                  | -                  |                               | -           | -           | 24     | 0      |
| gen.-giu. 2016  | Pescara               | B               | 10         | 0          | CI              | 0               | 0               | -                  | -                  | -                  | -                             | -           | -           | 10     | 0      |
| 2016-2017       | Frosinone             | B               | 31         | 1          | CI              | 0               | 0               | -                  | -                  | -                  | -                             | -           | -           | 31     | 1      |
| 2017-2018       | Pescara               | B               | 29         | 0          | CI              | 3               | 0               | -                  | -                  | -                  | -                             | -           | -           | 32     | 0      |
| Totale Pescara  | Totale Pescara        | Totale Pescara  | 50         | 0          |                 | 3               | 0               |                    | -                  | -                  |                               | -           | -           | 53     | 0      |
| 2018-2019       | Palermo               | B               | 11         | 1          | CI              | 2               | 0               | -                  | -                  | -                  | -                             | -           | -           | 13     | 1      |
| 2019-2020       | Crotone               | B               | 32         | 2          | CI              | 0               | 0               | -                  | -                  | -                  | -                             | -           | -           | 32     | 2      |
| 2020-2021       | Crotone               | A               | 2          | 0          | CI              | 0               | 0               | -                  | -                  | -                  | -                             | -           | -           | 2      | 0      |
| Totale Crotone  | Totale Crotone        | Totale Crotone  | 146        | 3          |                 | 3               | 0               |                    | -                  | -                  |                               | -           | -           | 149    | 3      |
| 2021-2022       | Bari                  | C               | 22         | 0          | CI-C            | 1               | 0               | -                  | -                  | -                  | SC-C                          | 0           | 0           | 23     | 0      |
| 2022-2023       | Bari                  | B               | 20+3       | 0          | CI              | 0               | 0               | -                  | -                  | -                  | -                             | -           | -           | 23     | 0      |
| Totale Bari     | Totale Bari           | Totale Bari     | 45         | 0          |                 | 1               | 0               |                    | -                  | -                  |                               | -           | -           | 46     | 0      |
| 2023-2024       | Catania               | C               | 15         | 0          | CI-C            | 1               | 0               | -                  | -                  | -                  | -                             | -           | -           | 16     | 0      |
| 2024-2025       | Athletic Club Palermo | Ecc.            | 24         | 6          | CI-Ecc.         | 4               | 1               |                    |                    |                    | Supercoppa Eccellenza Sicilia | 1           | 0           | 29     | 7      |
| Totale carriera | Totale carriera       | Totale carriera | 382+       | 16         |                 | 20              | 1               |                    | -                  | -                  |                               | 1           | 0           | 403+   | 17     |

## Palmarès

### Competizioni giovanili
- Campionato Primavera: 1

Palermo: 2008-2009

#### Competizioni nazionali
- Campionato italiano di Serie B: 1

Lecce: 2009-2010
- Serie C: 1

Bari: 2021-2022 (girone C)
- Coppa Italia Serie C: 1

Catania: 2023-2024
Competizioni regionali

#### Competizioni regionali
- Eccellenza: 1

Athletic Club Palermo: 2024-2025 (girone A)